# グロドノ公
グロドノ公（ロシア語: Князь Городенский）はグロドノ公国の君主の称号である（「公」はクニャージからの訳出による）。君主号・公国の名は、その首都だったグロドノ（現フロドナ）による。 

## グロドノ公の一覧
括弧内は在位年
- フセヴォロドコ（1117以前 - 1141 / 1142）[1]※史料によってはフセヴォロド[2]。父称は諸説あり。
- ボリス・フセヴォロドヴィチ（1141 / 1142 - 1166以前）
- ヴォロダリ・グレボヴィチ?（1159 - 1165）※ゴロデツ公国(ru)をグロドノ公国と同一とみた場合。
- グレプ・フセヴォロドヴィチ（1166以前 - 1170）[1]
- ムスチスラフ・フセヴォロドヴィチ(ru)（1170 - 1183以降）[1]